# 레나 스토이코비치
레나 스토이코비치(크로아티아어: Lena Stojković, 2002년 1월 3일~)는 크로아티아의 태권도 선수이다. 2024년 하계 올림픽 여자 -49kg급에서 동메달을 획득했고 2022년과 2023년 세계 선수권 대회에서 여자 핀급 금메달을 획득했다.